# Delias dohertyi
Delias dohertyi é uma borboleta da família Pieridae. Foi descrita por Charles Oberthur em 1894. É encontrada na região indo-malaia.
A envergadura é de cerca de 55 a 60 milímetros. Os adultos são totalmente brancos na parte superior, sem vestígios de marcas pretas no topo.

## Subespécies
- Delias dohertyi dohertyi (Jobi)
- Delias dohertyi knowlei Joicey & Noakes, 1915 (Biak)

## Etimologia
O nome homenageia William Doherty.